# Heilig Hartkerk (Calais)
De Heilig Hartkerk (Église Sacré-Coeur) is een rooms-katholiek kerkgebouw in de stad Calais.

## Geschiedenis
Deze kerk bevindt zich in het gebied van Fort-Nieulay, van Pont-du-Leu en van Cailloux. De gelovigen van de zich hier ontwikkelende wijk waren aangewezen op de Sint-Pieterskerk, die betrekkelijk ver verwijderd was. Vooral aan weerszijden van de weg naar Boulogne ontstonden arbeiderswijken. Een nieuwe parochie werd daarom gesticht. In 1867 werd de eerste steen gelegd voor de kerk en in 1871 werd deze in gebruik genomen. In 1872 werd de nieuwe parochie officieel erkend. De kerk was nog niet geheel voltooid en vanaf 1877 werd verder gewerkt. In 1878 kwam de kerk gereed.

## Gebouw
Het betreft een neogotisch gebouw in de stijl van de 13e eeuw, dat grotendeels in baksteen is opgetrokken. Onder andere de pilaren zijn in graniet uitgevoerd. De driebeukige kerk is 50 meter lang en 18 meter breed. Het gebouw heeft een halfingebouwde toren met boven het portaal een roosvenster. De meeste glas-in-loodramen uit de tijd van de bouw zijn nog aanwezig.